# Meharia ganslmeieri
Meharia ganslmeieri is een vlinder uit de familie van de Houtboorders (Cossidae). De wetenschappelijke naam van de soort is voor het eerst gepubliceerd in 2015 door Roman Viktorovitsj Jakovlev en Thomas Joseph Witt.
De soort komt voor in Zambia en Zimbabwe.